# Wuppertaler Sport-Verein 2008-2009
Questa voce raccoglie le informazioni riguardanti il Wuppertaler Sport-Verein nelle competizioni ufficiali della stagione 2008-2009.

## Stagione
Nella stagione 2008-2009 il Wuppertal, allenato da Christoph John e Uwe Fuchs, concluse il campionato di 3. Liga al 14º posto.

## Rosa
| N. |                                 | Ruolo | Calciatore        |
| -- | ------------------------------- | ----- | ----------------- |
| 1  | Germania (bandiera)             | P     | Christian Maly    |
| 2  | Germania (bandiera)             | C     | Björn Weikl       |
| 3  | Germania (bandiera)             | D     | Stefan Markolf    |
| 4  | Germania (bandiera)             | D     | Michael Stuckmann |
| 5  | Germania (bandiera)             | D     | Benjamin Barg     |
| 6  | Germania (bandiera)             | C     | Mitja Schäfer     |
| 7  | Germania (bandiera)             | A     | Marcel Reichwein  |
| 8  | Germania (bandiera)             | C     | Tim Jerat         |
| 9  | Germania (bandiera)             | A     | Tobias Damm       |
| 10 | Bosnia ed Erzegovina (bandiera) | C     | Nermin Celikovic  |
| 11 | Belgio (bandiera)               | C     | Michael Lejan     |
| 12 | Turchia (bandiera)              | C     | Ferhat Ülker      |
| 14 | Germania (bandiera)             | D     | Tobias Willers    |
| 16 | Germania (bandiera)             | C     | Salih Altın       |
| 17 | Germania (bandiera)             | D     | Nils Fischer      |
| 18 | Germania (bandiera)             | D     | Marco Neppe       |

| N. |                        | Ruolo | Calciatore         |
| -- | ---------------------- | ----- | ------------------ |
| 19 | Germania (bandiera)    | A     | Dirk Heinzmann     |
| 20 | Paesi Bassi (bandiera) | A     | Dennis Schulp      |
| 21 | Germania (bandiera)    | C     | Jan-Phillip Hammes |
| 22 | Germania (bandiera)    | C     | Christopher Mahrt  |
| 23 | Germania (bandiera)    | C     | Steve Müller       |
| 24 | Germania (bandiera)    | D     | Tim Erfen          |
| 25 | Germania (bandiera)    | C     | Sven Lintjens      |
| 26 | Argentina (bandiera)   | C     | Víctor Lorenzón    |
| 28 | Libano (bandiera)      | D     | Mahmoud Najdi      |
| 30 | Germania (bandiera)    | C     | Mike Rietpietsch   |
| 33 | Germania (bandiera)    | P     | Sascha Samulewicz  |
| 34 | Senegal (bandiera)     | C     | Jean Louis Tavarez |
| 44 | Germania (bandiera)    | C     | Marc Narewsky      |
|    | Islanda (bandiera)     | D     | Magnús Gunnarsson  |
|    | Turchia (bandiera)     | D     | Devrim Kalaycı     |

## Organigramma societario
Area tecnica
- Allenatore: Uwe Fuchs
- Allenatore in seconda: Thomas Stickroth
- Preparatore dei portieri: Dirk Zimmermann
- Preparatori atletici:

## Calciomercato

### Sessione estiva
| Acquisti | Acquisti          | Acquisti        | Acquisti |
| R.       | Nome              | da              | Modalità |
| -------- | ----------------- | --------------- | -------- |
| C        | Salih Altın       | Lubecca         |          |
| D        | Benjamin Barg     | Sandhausen      |          |
| C        | Nermin Celikovic  | Kickers Emden   |          |
| D        | Thomas Litjens    | Kickers Emden   |          |
| C        | Christopher Mahrt | St. Pauli II    |          |
| D        | Stefan Markolf    | Magonza         |          |
| D        | Mahmoud Najdi     | Duisburg U19    |          |
| C        | Lucas Oppermann   | Lubecca         |          |
| A        | Marcel Reichwein  | Kickers Emden   |          |
| C        | Mitja Schäfer     | Rot-Weiss Essen |          |
| C        | Björn Weikl       | Siegen          |          |
| D        | Tobias Willers    | Hessen Kassel   |          |

| Cessioni | Cessioni         | Cessioni          | Cessioni |
| R.       | Nome             | a                 | Modalità |
| -------- | ---------------- | ----------------- | -------- |
| A        | Bulut Aksoy      | Wattenscheid 09   |          |
| C        | Manuel Bölstler  | LR Ahlen          |          |
| C        | Hüzeyfe Dogan    | Union Berlino     |          |
| D        | Andy Habl        | Germania Windeck  |          |
| D        | Andreas Kohlhaas | Velbert           |          |
| C        | Dennis Malura    | Kickers Offenbach |          |
| A        | Freddy Mombongo  | Eupen             |          |
| A        | Mahir Sağlık     | Wolfsburg         |          |
| D        | André Wiwerink   | Bonner            |          |

### Sessione invernale
| Acquisti | Acquisti          | Acquisti          | Acquisti |
| R.       | Nome              | da                | Modalità |
| -------- | ----------------- | ----------------- | -------- |
| D        | Magnús Gunnarsson | Breiðablik        |          |
| D        | Nils Fischer      | Arminia Bielefeld |          |

| Cessioni | Cessioni       | Cessioni         | Cessioni |
| R.       | Nome           | a                | Modalità |
| -------- | -------------- | ---------------- | -------- |
| D        | Daniel Voigt   | Kleve            |          |
| D        | Thomas Litjens | Velbert          |          |
| C        | Fatlum Zaskoku | Germania Windeck |          |

## Risultati

### 3. Liga

#### Girone di andata
| Arbitro: | Gräfe |

|               |           |  |
| Moosmayer 33’ | Marcatori |  |

| Arbitro: | Kinhöfer |

|                               |           |                             |
| Reichwein 51’ (rig.) Damm 75’ | Marcatori | 55’ Yılmaz 69’ (rig.) Ekici |

| Arbitro: | Kunzmann |

|                      |           |  |
| Hofmann 83’ Rudy 89’ | Marcatori |  |

| Arbitro: | Wenkel |

|                               |           |               |
| Reichwein 36’ Rietpietsch 64’ | Marcatori | 77’ Tosunoğlu |

| Berlino 30 agosto 2008, ore 14:00 CEST 5ª giornata | Union Berlino  | 0 – 0 referto | Wuppertal | Friedrich-Ludwig-Jahn-Sportpark (5 544 spett.)\| Arbitro: \| Schempershauwe \| |
| Arbitro:                                           | Schempershauwe |               |           |                                                                                |

| Arbitro: | Hammer |

|                             |           |                                        |
| Celikovic 53’ Reichwein 88’ | Marcatori | 40’, 50’, 66’ Calamita 42’ Mitterhuber |

| Arbitro: | Ittrich |

|           |           |  |
| Jerat 34’ | Marcatori |  |

| Arbitro: | Steinberg |

|                                        |           |               |
| Reichwein 31’ (aut.) Schulp 34’ (aut.) | Marcatori | 40’ Stuckmann |

| Arbitro: | Blos |

|  |           |            |
|  | Marcatori | 72’ Hähnge |

| Aalen 18 ottobre 2008, ore 14:00 CEST 10ª giornata | Aalen   | 0 – 0 referto | Wuppertal | Scholz-Arena (2 742 spett.)\| Arbitro: \| Stieler \| |
| Arbitro:                                           | Stieler |               |           |                                                      |

| Arbitro: | Siebert |

|                             |           |             |
| Stuckmann 40’ Reichwein 48’ | Marcatori | 2’ Granskov |

| Arbitro: | Pflaum |

|  |           |               |
|  | Marcatori | 72’ Reichwein |

| Arbitro: | Steinhaus-Webb |

|                                         |           |                                  |
| Heinzmann 62’, 87’ (rig.) Stuckmann 90’ | Marcatori | 5’ Vaccaro 50’ Smeekes 85’ Gambo |

| Arbitro: | Leicher |

|                           |           |                      |
| Christ 45’, 75’ Kadah 90’ | Marcatori | 26’ (rig.) Reichwein |

| Arbitro: | Trautmann |

|                           |           |                                    |
| Heinzmann 13’ Willers 75’ | Marcatori | 11’, 57’ Fink 35’ Zillner 78’ Týce |

| Arbitro: | Fischer |

|           |           |              |
| Pinto 25’ | Marcatori | 5’ Heinzmann |

| Wuppertal 29 novembre 2008, ore 14:00 CET 17ª giornata | Wuppertal | 0 – 0 referto | Jahn Ratisbona | Stadion am Zoo (1 333 spett.)\| Arbitro: \| Henschel \| |
| Arbitro:                                               | Henschel  |               |                |                                                         |

| Arbitro: | Aytekin |

|           |           |  |
| Curri 16’ | Marcatori |  |

| Arbitro: | Kampka |

|  |           |                            |
|  | Marcatori | 39’ Bunjaku 65’ Cannizzaro |

#### Girone di ritorno
| Arbitro: | Achmüller |

|  |           |                                |
|  | Marcatori | 20’ Klasen 41’ Ramaj 90’ Unger |

| Arbitro: | Joerend |

|                                 |           |  |
| Heinzmann 81’ (aut.) Müller 84’ | Marcatori |  |

| Arbitro: | Valentin |

|                    |           |  |
| Jerat 22’ Damm 68’ | Marcatori |  |

| Arbitro: | Steinberg |

|            |           |                      |
| Zinnow 27’ | Marcatori | 25’ Damm 81’ Fischer |

| Arbitro: | Trautmann |

|  |           |                   |
|  | Marcatori | 2’ Younga-Mouhani |

| Arbitro: | Kempter |

|                        |           |  |
| Schultz 50’ Cappek 73’ | Marcatori |  |

| Arbitro: | Dingert |

|            |           |          |
| Savran 56’ | Marcatori | 32’ Damm |

| Arbitro: | Kunzmann |

|            |           |  |
| Hammes 29’ | Marcatori |  |

| Jena 28 marzo 2009, ore 14:00 CET 28ª giornata | Carl Zeiss Jena | 0 – 0 referto | Wuppertal | Ernst-Abbe-Sportfeld (5 535 spett.)\| Arbitro: \| Schriever \| |
| Arbitro:                                       | Schriever       |               |           |                                                                |

| Arbitro: | Wingenbach |

|                                                          |           |  |
| Lintjens 10’ Jerat 16’ Reichwein 18’ Damm 38’ Hammes 50’ | Marcatori |  |

| Arbitro: | Kampka |

|                  |           |               |
| Oehrl 63’ (rig.) | Marcatori | 82’ Heinzmann |

| Arbitro: | Seiwert |

|  |           |               |
|  | Marcatori | 41’ Güvenışık |

| Arbitro: | Benedum |

|  |           |         |
|  | Marcatori | 6’ Damm |

| Wuppertal 24 aprile 2009, ore 18:30 CEST 33ª giornata | Wuppertal | 0 – 0 referto | Fortuna Düsseldorf | Stadion am Zoo (13 098 spett.)\| Arbitro: \| Achmüller \| |
| Arbitro:                                              | Achmüller |               |                    |                                                           |

| Arbitro: | Christ |

|             |           |           |
| Zillner 26’ | Marcatori | 58’ Neppe |

| Arbitro: | Stieler |

|         |           |  |
| Damm 5’ | Marcatori |  |

| Arbitro: | Walz |

|                        |           |  |
| Schmid 28’ Zellner 90’ | Marcatori |  |

| Arbitro: | Gorniak |

|              |           |  |
| Lintjens 26’ | Marcatori |  |

| Arbitro: | Steuer |

|                           |           |                        |
| Hauswald 6’ Pagenburg 37’ | Marcatori | 14’ Lintjens 45’ Weikl |

## Statistiche

### Statistiche di squadra
| Competizione | Punti | In casa | In casa | In casa | In casa | In casa | In casa | In trasferta | In trasferta | In trasferta | In trasferta | In trasferta | In trasferta | Totale | Totale | Totale | Totale | Totale | Totale | DR |
| Competizione | Punti | G       | V       | N       | P       | Gf      | Gs      | G            | V            | N            | P            | Gf           | Gs           | G      | V      | N      | P      | Gf     | Gs     | DR |
| ------------ | ----- | ------- | ------- | ------- | ------- | ------- | ------- | ------------ | ------------ | ------------ | ------------ | ------------ | ------------ | ------ | ------ | ------ | ------ | ------ | ------ | -- |
| 3. Liga      | 45    | 19      | 8       | 4       | 7       | 24      | 23      | 19           | 3            | 8            | 8            | 12           | 22           | 38     | 11     | 12     | 15     | 36     | 45     | -9 |
| Totale       | 45    | 19      | 8       | 4       | 7       | 24      | 23      | 19           | 3            | 8            | 8            | 12           | 22           | 38     | 11     | 12     | 15     | 36     | 45     | -9 |

### Andamento in campionato
| Giornata  | 1  | 2  | 3  | 4  | 5  | 6  | 7  | 8  | 9  | 10 | 11 | 12 | 13 | 14 | 15 | 16 | 17 | 18 | 19 | 20 | 21 | 22 | 23 | 24 | 25 | 26 | 27 | 28 | 29 | 30 | 31 | 32 | 33 | 34 | 35 | 36 | 37 | 38 |
| --------- | -- | -- | -- | -- | -- | -- | -- | -- | -- | -- | -- | -- | -- | -- | -- | -- | -- | -- | -- | -- | -- | -- | -- | -- | -- | -- | -- | -- | -- | -- | -- | -- | -- | -- | -- | -- | -- | -- |
| Luogo     | T  | C  | T  | C  | T  | C  | C  | T  | C  | T  | C  | T  | C  | T  | C  | T  | C  | T  | C  | C  | T  | C  | T  | C  | T  | T  | C  | T  | C  | T  | C  | T  | C  | T  | C  | T  | C  | T  |
| Risultato | P  | N  | P  | V  | N  | P  | V  | P  | P  | N  | V  | V  | N  | P  | P  | N  | N  | P  | P  | P  | P  | V  | V  | P  | P  | N  | V  | N  | V  | N  | P  | V  | N  | N  | V  | P  | V  | N  |
| Posizione | 15 | 15 | 18 | 17 | 16 | 17 | 13 | 14 | 15 | 14 | 14 | 14 | 14 | 14 | 15 | 15 | 15 | 16 | 18 | 18 | 18 | 17 | 16 | 18 | 18 | 17 | 16 | 15 | 14 | 15 | 15 | 14 | 15 | 15 | 14 | 15 | 14 | 14 |

Legenda:

Luogo: C = Casa; T = Trasferta. Risultato: V = Vittoria; N = Pareggio; P = Sconfitta.

### Statistiche dei giocatori
| G. Akama-Eseme | 3  | 0 | 0 | 0 |
| S. Altın       | 12 | 0 | 1 | 0 |
| B. Barg        | 18 | 0 | 4 | 0 |
| N. Celikovic   | 14 | 1 | 0 | 0 |
| T. Damm        | 37 | 7 | 0 | 0 |
| T. Erfen       | 12 | 0 | 1 | 0 |
| N. Fischer     | 13 | 1 | 3 | 0 |
| M. Gunnarsson  | 0  | 0 | 0 | 0 |
| J. Hammes      | 19 | 2 | 5 | 0 |
| D. Heinzmann   | 32 | 5 | 3 | 1 |
| T. Jerat       | 28 | 3 | 7 | 1 |
| D. Kalaycı     | 0  | 0 | 0 | 0 |
| M. Lejan       | 35 | 0 | 5 | 1 |
| S. Lintjens    | 15 | 3 | 3 | 0 |
| V. Lorenzón    | 17 | 0 | 7 | 0 |
| C. Mahrt       | 10 | 0 | 0 | 0 |
| C. Maly        | 38 | 0 | 4 | 0 |
| S. Markolf     | 14 | 0 | 3 | 0 |
| L. Marten      | 2  | 0 | 0 | 0 |
| S. Müller      | 14 | 0 | 1 | 0 |
| M. Najdi       | 4  | 0 | 0 | 0 |
| M. Narewsky    | 0  | 0 | 0 | 0 |
| M. Neppe       | 19 | 1 | 2 | 1 |
| M. Reichwein   | 36 | 7 | 6 | 1 |
| M. Rietpietsch | 16 | 1 | 2 | 0 |
| S. Samulewicz  | 1  | 0 | 0 | 0 |
| D. Schulp      | 5  | 0 | 2 | 0 |
| M. Schäfer     | 35 | 0 | 4 | 0 |
| M. Stuckmann   | 34 | 3 | 9 | 0 |
| J. Tavarez     | 1  | 0 | 1 | 0 |
| B. Weikl       | 16 | 1 | 5 | 0 |
| T. Willers     | 27 | 1 | 4 | 0 |
| F. Ülker       | 2  | 0 | 0 | 0 |